# Magdalena Czerwińska
Magdalena Czerwińska est une actrice polonaise, née en 1978 à Toruń, en Pologne.

## Filmographie
- 2003 : Toilet Out of Order  de  Miron Bilski
- 2003 : Siedem przystanków na drodze do raju  de  Ryszard Maciej Nyczka
- 2003 : Zostać miss 2 (série télévisée) – Vanessa
- 2004 : Pensjonat pod Różą - "Tylko seks" (série télévisée) – Magda
- 2004 : City Iwona Nowak
- 2005 : Tak miało być (série télévisée)
- 2006 : Dublerzy  de  Marcin Ziębiński – Sophia Gambini
- 2007 : Oficerowie (série télévisée) – Beata
- 2007 : Pokój szybkich randek  de  Anna Maliszewska – Natalia Wrzesińska
- 2007 : Prawo miasta (série télévisée) – Nina Wasilewska
- 2008 : Glina (série télévisée) – Katarzyna
- 2009 : Wojna polsko-ruska  de  Xawery Żuławski – Arleta
- 2010 : Apetyt na życie (série télévisée) – avocate
- 2011 : La Dette  de  Rafael Lewandowski – Ewa, femme de PAwel
- 2011 : Daas (2011), de Adrian Panek
- 2014 : Bogowie - Anna Religa
- 2017 : Ultraviolet (série télévisée) - Beata Misiak

## Distinctions
- Nommée pour le Prix Zbigniew Cybulski en 2004 pour son rôle dans Démaquillage et en 2011, dans La Dette (Kret)
- Flisak au Festival International du film Tofifest, à Toruń